# Medalha Internacional James Watt
- Este artigo foi inicialmente traduzido, total ou parcialmente, do artigo da Wikipédia em inglês cujo título é «James Watt International Medal», especificamente desta versão.

A Medalha James Watt (em inglês:  James Watt Medal) são dois prêmios que levam o nome do engenheiro escocês James Watt, ambas por reconhecimento a excelência em engenharia:

## Medalha Internacional de Ouro James Watt da Instituição de Engenheiros Mecânicos
A Medalha Internacional de Ouro James Watt é concedida pela britânica Instituição de Engenheiros Mecânicos (IMechE) para um engenheiro mecânico proeminente.
"Para comemorar o bicentenário do nascimento de James Watt em 19 de janeiro de 1736 - uma ocasião que foi destinada a trazer uma quase revolução na utilização da potência mecânica - a Instituição de Engenheiros Mecânicos concede a cada dois anos uma medalha de ouro a um engenheiro de qualquer nacionalidade que é considerado digno da mais alta condecoração que a Instituição pode conceder e que um engenheiro mecânico pode receber. Fazendo a premiação, a Instituição tem procurado a cooperação e aconselhamento de instituições e sociedades de engenheiros de todas as partes do mundo.
Para ser digno de receber uma medalha em comemoração de um que foi a um e ao mesmo tempo cientista, inventor e produtor, o agraciado deve ser um engenheiro que atingiu reconhecimento internacional por seu trabalho como engenheiro mecânico e pela habilidade como tem aplicado a ciência para o progresso da engenheria mecânica."
Os laureados com a Medalha Internacional de Ouro James Watt são:
| Ano  | Laureado                               | Apontado por | Cargo / Realizações |
| ---- | -------------------------------------- | --- | --- |
| 1937 | John Aspinall                          | The Institution of Mechanical Engineers                                                                         | Projetista de locomotivas                                                                                                   |
| 1939 | Henry Ford                             | American Society of Mechanical Engineers                                                                        | |
| 1941 | Aurel Stodola                          | Swiss Society of Engineers and Architects, Czechoslovakia Society of Engineers, Engineering Institute of Canada | steam turbine engineer |
| 1943 | Anthony Michell                        | Institution of Engineers, Australia, South African Institute of Engineers, Engineering Institute of Canada      | |
| 1945 | Frederick Lanchester                   | Institution of Mechanical Engineers                                                                             | |
| 1947 | Stephen Timoshenko                     | Swiss Society of Mechanical Engineers and Architects                                                            | |
| 1949 | Fredrik Ljungström                     | Swedish Society of Engineers                                                                                    | |
| 1951 | Hans Henrik Blache                     | Danish Society of Engineers                                                                                     | |
| 1953 | Harry Ricardo                          | Institution of Mechanical Engineers                                                                             | |
| 1955 | Igor Sikorsky                          | American Society of Engineers                                                                                   | |
| 1957 | Walther Bauersfeld                     | Verein Deutscher Ingenieure                                                                                     | |
| 1959 | Claude Gibb                            | Institution of Engineers, Australia, Institution of Mechanical Engineers                                        | |
| 1961 | Theodore von Kármán                    | American Society of Engineers                                                                                   | |
| 1963 | William Stanier                        | Institution of Mechanical Engineers                                                                             | English mechanical engineer and locomotive designer                                                                         |
| 1965 | Geoffrey Taylor                        | Institution of Mechanical Engineers                                                                             | |
| 1967 | Ivan Ivanovitch Artobolevskii          | Academy of Sciences of the USSR                                                                                 | |
| 1969 | Hideo Shima                            | Japan Society of Mechanical Engineers                                                                           | Chief engineer of Tōkaidō Shinkansen high speed train                                                                       |
| 1971 | Robert R. Gilruth                      | American Society of Mechanical Engineers                                                                        | |
| 1973 | The Rt Hon the Lord Hinton of Bankside | Swiss Society of Engineers and Architects                                                                       | |
| 1975 | Siegfried Meurer                       | Verein Deutscher Ingenieure                                                                                     | |
| 1977 | Frank Whittle                          | New Zealand Institution of Engineers                                                                            | |
| 1979 | Raymond Heacock                        | American Society of Mechanical Engineers                                                                        | |
| 1981 | Den Hartog                             | Institution of Mechanical Engineers                                                                             | Professor emeritus and former head of the department of mechanical engineering at the Massachusetts Institute of Technology |
| 1983 | Christopher Cockerell                  | Institution of Mechanical Engineers                                                                             | |
| 1985 | Hugh Ford                              | Institution of Mechanical Engineers                                                                             | |
| 1987 | Denis Rooke                            | Institution of Mechanical Engineers                                                                             | |
| 1989 | John E Steiner                         | Fellowship of Engineering                                                                                       | |
| 1991 | Soichiro Honda                         | Japan Society of Mechanical Engineers                                                                           | |
| 1993 | Frédéric d'Allest                      | Comitedes Applications Academie des Sciences, France                                                            | aero and space engineer, head of ISAE and Arianespace                                                                       |
| 1995 | Eiji Toyoda                            | Japan Society of Mechanical Engineers                                                                           | |
| 1997 | Sydney Gillibrand                      | Institution of Mechanical Engineers                                                                             | |
| 1999 | Bernard Crossland                      | Institution of Engineers of Ireland                                                                             | |
| 2001 | Duncan Dowson                          | Institution of Mechanical Engineers                                                                             | |
| 2003 | Ralph Robins                           | Institution of Mechanical Engineers                                                                             | |
| 2005 | Leroy Stevenson Fletcher               | American Society of Mechanical Engineers                                                                        | |